# Zatoka Petalijska
Zatoka Petalijska (gr. Κόλπος Πεταλιών, Kolpos Petalion) – zatoka Morza Egejskiego, położona u wybrzeży Grecji, pomiędzy wschodnim wybrzeżem Attyki a południowo-zachodnią częścią wyspy Eubei. Ma około 50 km długości i od 5 (na północy) do 50 km (na południu) szerokości. U wybrzeży zatoki położone jest miasto Nea Makri. Linia brzegowa zatoki jest dobrze rozwinięta, szczególnie w części wschodniej, z licznymi zatokami i przylądkami. Wzdłuż wybrzeża znajduje się wiele wysp, które wznoszą się stromo z dużych głębokości. Nazwa zatoki pochodzi od położonego w niej archipelagu Petalii. Część zatoki chroniona jest jako Park Narodowy Schinias-Maraton. W północnej części zatoki występują zbiorowiska trawy morskiej Posidonia oceanica.